# Història social de la filosofia
Història social de la filosofia (en anglès A History of Western Philosophy) és un llibre de 1945 del filòsof Bertrand Russell. És un estudi de la filosofia occidental que va dels filòsofs presocràtics fins a principis del segle XX que va ser criticat per la seva generalització i omissió, en particular en el període post-cartesià, però que tanmateix va esdevenir un èxit comercial molt popular, i s'ha seguit imprimint des de la seva primera publicació. Quan es va concedir a Russell el Premi Nobel de Literatura, l'any 1950, el llibre es va citar com un dels que el van fer guanyar el premi. El llibre va proveir Russell d'estabilitat econòmica en l'últim tram de la seva vida.

## Rerefons
El llibre va ser escrit durant la Segona Guerra Mundial, i els seus orígens són una sèrie de conferències sobre història de filosofia que Russell va donar a la Fundació Barnes a Filadèlfia entre els anys 1941 i 1942.
Gran part de la recerca històrica va ser feta per la tercera muller de Russell, Patricia. L'any 1943, Russell va rebre un avenç de 3000$ dels editors, i entre 1943 i 1944 va escriure el llibre mentre vivia a Bryn Mawr Universitat. El llibre va ser publicat l'any 1945 als Estats Units i un any més tard al Regne Unit. Va ser reeditat com a 'nova edició' l'any 1961, però no s'hi va afegir nou material. Les correccions i revisions menors van ser fetes a impressions de la primera edició britànica i per la nova edició de 1961; però sembla que no s'ha fet cap correcció a l'edició americana (fins i tot l'any de naixement de Spinoza segueix estant malament).

## Contingut
L'obra està dividida en tres llibres, cadascun dels quals està subdividit en capítols; en general, cada capítol parla d'un filòsof, una escola de filosofia o un període.

### Filosofia Antiga
- Els presocràtics (que inclou Tales, Pitàgores, Heràclit, Parmènides, Empèdocles, Anaximandre, Anaxímenes, Anaxàgoras, Leucip, Demòcrit i Protàgores)
- Sòcrates, Plató i Aristòtil
- Filosofia antiga posterior a Aristòtil (que inclou els Cínics, els Escèptics, els Epicurs, els Estoics i Plotí)

### Filosofia Catòlica
- Els Pares (que inclou els desenvolupaments en filosofia jueva, filosofia islàmica (que anomena en tot moment Mahometana), St Ambròs, St Jeroni, St Agustí, St Benet i el Papa Gregori el Gran)
- El Escolàstics (que inclou Joan Escot i St Tomàs d'Aquino)

### Filosofia moderna
- Del Renaixement a Hume (que inclou Maquiavel, Erasme, More, Bacon, Hobbes, Descartes, Spinoza, Leibniz, Locke, Berkeley i Hume)
- De Rousseau en l'actualitat (que inclou Rousseau, Kant, Hegel, Byron, Schopenhauer, Nietzsche, i els Utilitaristes, Marx, Bergson, William James i John Dewey)
- L'últim capítol d'aquesta secció, La Filosofia de l'Anàlisi Lògica, tracta del punt de vista del propi Russell en aquell temps.

## Reacció i seqüeles
La recepció del llibre va ser diversa, especialment per part dels crítics acadèmics. Russell es va desanimar una mica amb la reacció. Roger Scruton va escriure que el llibre era elegant i enginyós, però considera que en ell hi havia una sobreconcentració en la filosofia pre-cartesiana, una manca de comprensió d'Immanuel Kant, i una sobre-generalització amb omissions.
Russell mateix va descriure el text com una obra d'història social, i demanava que fos tractat com a tal.

### Crítica
"Un llibre preciós ... una obra que es troba en el més alt grau pedagògic, que se situa per sobre dels conflictes de partits i opinions." – Albert Einstein
"Parts d'aquest famós llibre estan incompletes ... d'altra banda és meravellosament fàcil de llegir, un estudi que engloba magníficamet el pensament occidental, distintiu per ubicar-lo en el seu context històric. Russell va gaudir escrivint-lo, i això es mostra al llarg de l'obra; les seves observacions posteriors mostren igualment que era conscient d'aquestes deficiències." – A. C. Grayling
"Les qualitats de Russell com a escriptor i pensador ... són molt bones: habilitat d'enginy, vigor de ment i flexibilitat d'estil. Tot i així la seva presència ... no salva el llibre ... de ser potser el pitjor que Russell ha escrit....Com un s'esperaria, l'autor està en el seu millor moment quan tracta les idees d'actualitat, simplement per la seva gran participació .... En canvi, el seu tractament de doctrines antigues i medievals és gairebé inútil." – Leo Roberts
"En efecte, en curt període d'un o dos anys diversos llibres s'havien publicat, els autors dels quals no eren erudits clàssics, sinó principalment eren interessats en el pensament científic i filosòfic actual; això no obstant, havien dedicat una part substancial del treball acadèmic encarnat en llurs llibres per exposar i examinar les primeres arrels del pensament modern en els escrits antics. Hi ha la Història social de la filosofia de Bertrand Russell, els múltiples mèrits del qual ni puc ampliar aquí, ni cal que ho faci" – Erwin Schrödinger
"Història social de la filosofia, un llibre vulgar però representatiu." – George Steiner